# جائحة فيروس كورونا في أوروغواي
إن جائحة كوفيد -19 في أوروغواي هي جزء من جائحة عالمية لمرض فيروس كورونا 2019 (COVID-19) الناجم عن فيروس كورونا المرتبط بالمتلازمة التنفسية الحادة الشديدة النوع 2 (SARS-CoV-2). أُبلغ عن الحالات الأولى في أوروغواي في 13 مارس 2020 من قبل وزارة الصحة العامة. وصلت الحالات المبكرة من إيطاليا وإسبانيا مع بعض الانتقال المحلي. اعتبارًا من يوليو 2020، كان تفشي المرض مستمرًا في أوروغواي ولكن بمستويات منخفضة من العدوى.
تُبعت معظم الحالات المبكرة لحفل زفاف حضره 500 شخص في مونتيفيديو، حضره مصمم أزياء من أوروغواي عاد من إسبانيا وظهر أن اختباره إيجابي فيما بعد. أُدخلت تدابير احتواء مختلفة في منتصف مارس، وتبع ذلك قيود كبيرة على الحركة في أواخر مارس. أوروغواي هي واحدة من البلدان القليلة في أمريكا اللاتينية التي احتوت الفاشية بنجاح بسبب الاختبارات المكثفة. حققت الدولة رابع أكبر عدد من الاختبارات التي أجريت لكل حالة مؤكدة جديدة في العالم اعتبارًا من 25 يونيو 2020.

## خلفية
في 12 يناير 2020، أكدت منظمة الصحة العالمية (WHO) أن فيروس تاجي جديد كان سببًا لمرض تنفسي عند مجموعة من الناس في مدينة ووهان، مقاطعة هوبي، الصين، وأُبلغت منظمة الصحة العالمية في 31 ديسمبر 2019.
كانت نسبة الوفيات في حالات الإصابة بكوفيد-19 أقل بكثير من النسبة التي كانت عند انتشار المتلازمة التنفسية الحادة الوخيمة لعام 2003، ولكن كان انتقال العدوى وعدد الوفيات أكبر بكثير.

## الوبائيات
أُبلغ عن الحالات الأربعة الأولى، وجميعها كانت من الخارج في 13 مارس. حضر أحدهم حفل زفاف مع 500 شخص، واثنين آخرين كانا ضمن رحلة استمرت لمدة ست ساعات من مونتيفيديو إلى سالتو. اتصلت السلطات ببعض الركاب الآخرين في هذه الرحلة وكانت قد ظهرت عليهم أعراض.
في 14 مارس، أُعلن عن أن المريضين اللذين استقلا الحافلة في 8 مارس قد تواصلا مع حوالي 200 شخص، وصُنّفت كحالات مشتبه فيها وأوصت بالحجر الصحي المنزلي.
بدأ الانتقال المحلي مع الإبلاغ عن حالتين ليستا من الخارج في 15 مارس. أظهر المرضى الأوائل أعراض خفيفة للفيروس في الأيام السابقة، أجري التحليل لأكثر من 60 حالة مشتبه فيها واستبعدت الإصابات في الموانئ الجوية والبحرية في أوروغواي. يُعتقد أن الوصول المتأخر نسبيًا لحالات الإصابة بالفيروس إلى أوروغواي مرتبط، من بين أمور أخرى، بالصلات الجوية النادرة مع الدول الأكثر تأثرًا بالفيروس: الصين وألمانيا وشمال إيطاليا وإيران وكوريا الجنوبية.
في 15 مارس، تبين أن طبيبًا يعمل في مؤسستين طبيتين كان اختباره إيجابيًا للإصابة بالمرض. وأُخبر المرضى الذين زاروه وأعضاء الفريق الطبي.
في 16 مارس، أُعلن عن أن أحد المصابين كان في حفل زفاف في باراغواي، وفي وقت لاحق يوم الجمعة، 6 مارس، ذهب إلى اجتماع ما قبل المباراة في نادي أوروغواي لكرة القدم، مما أدى إلى توليد ما لا يقل عن 20 جهة اتصال مشتبه بها.
في 17 مارس، عُرف أن من الأشخاص الآخرين الذين حضروا حفل الزفاف ثلاثة طلاب في جامعة خاصة كانوا قد حضروا دروسًا منذ ذلك الحين، وثبتت إصابتهم بالفيروس التاجي. طُلب من زملائهم التزام الحجر الصحي.
ومن بين الحالات المؤكدة الـ 29 الأولى، كانت 26 حالة منها في العاصمة مونتيفيديو، التي تضم حوالي ثلث سكان البلاد. كانت هناك حالتان في سالتو وواحدة في مالدونادو. كانت تسع حالات منها من الخارج، وانتقلت العشرون حالة المتبقية من إحدى الحالات المؤكدة. العديد من هذه الحالات المبكرة كانت مرتبطة بحفل زفاف في 7 مارس في كاراسكو مع 500 شخص، حضره عائد من إسبانيا ظهر عليه في وقت لاحق أعراض وكان اختبار إصابته بكوفيد-19 إيجابي. ومن أصل 55 حالة إصابة في البلاد، تُبعت 44 حالة لحفل الزفاف. قال الراكب العائد من إسبانيا فيما بعد: «سألت إذا كانت هناك أي إجراءات في المطار لأنني قادم من أوروبا وقالوا لا».
قال الطبيب الأوروغوايّ مارتين سترييفيسكي إن «التغيير الثقافي» ضروري. إذ أنه من الشائع في أوروغواي استقبال الناس بقبلة على الخد. أوصى سترييفيسكي بدلًا من ذلك أن يرحب الناس ببعضهم البعض دون لمس. وأوصى أيضًا بأن يتجنب الناس مشاركة مشروب المتة، وهو مشروب أوروغوالي يُشرب تقليديًا بشكل جماعي، ويتشارك الناس فيه في القصبة (الأنبوبة الرقيقة لتناول الشراب). ونُصح أن يستخدم الناس مواد التبييض المخففة لتنظيف الأسطح التي تلمسها كثيرًا.
في أوائل أبريل، اكتُشف تفشي المرض في مستشفى فيلارديبو. ونتيجة لذلك أغلقت المستشفى ووضعت تحت الحجر الصحي.

## الاستجابة
بعد تأكيد الحالات الأولى، طُبّقت تدابير مختلفة. أُلغيت العروض العامة، وأغلقت بعض الأماكن العامة. طلبت نقابة غريميال أونيكا لسيارات الأجرة من الركاب عدم الجلوس في المقاعد الأمامية في سيارات الأجرة. علق حزب الجبهة الواسع مؤقتًا حملاته السياسية، وقالت مرشحة ائتلاف كواليكون ملتي كلر لورا رافو إنها ستعلق أحداث الحملة في الأماكن المغلقة. بدأت دور السينما تطلب من العملاء الجلوس مع وجود مقعد فارغ بين الحاضرين. أجرى الأساقفة الكاثوليك بعض التعديلات على الاحتفالات. أُغلقت مراكز التسوق في 17 مارس 2020. ذكرت صحيفة إل باييس في 18 مارس أن الوزير خورخي لاراناجا نصح السكان بالبقاء في منازلهم قدر الإمكان.
ألغت جامعة الجمهورية الفصول الدراسية في 13 مارس 2020، وأعلنت لاحقًا خططًا للتعلم عن بُعد للفترة المتبقية من الفصل الدراسي. أعلنت الحكومة تعليق الدراسة لمدة أسبوعين في المدارس الحكومية والخاصة يوم السبت 14 مارس. بقيت المدارس مفتوحة لتقديم وجبات الطعام للطلاب، ولكن بدون فصول. تمدّد تعليق الحصص في وقت لاحق إلى 13 أبريل، ثم مُدّد إلى أجل غير مسمى. انتقل الطلاب إلى دروس عبر الإنترنت باستخدام أجهزة الحاسوب والأدوات والطرق التي أعدّتها مبادرة بلان سيبال. وبدلًا من ذلك، بدأت المدارس الخاصة التي لا تستخدم منصة سيبال باستخدام منصات زوم، وويبيكس، وواتساب، وغوغل كلاسروم، ومودل.
في 16 مارس، أصدرت الحكومة أمرًا بإغلاق جميع المعابر الحدودية باستثناء مطار كاراسكو الدولي. أُغلقت الحدود مع الأرجنتين اعتبارًا من 17 مارس عند منتصف الليل. تضمن الإغلاق السفر النهري والجوي. قال الرئيس لويس لاكالالي بو إن فكرة إغلاق الحدود مع البرازيل كانت «أكثر تعقيدًا بقليل»، لأنها حدود برية جافة، ويعيش العديد من الأشخاص الذين يعيشون بالقرب من الحدود «حياة ثنائية القومية». نصح لاكاليل بو الأشخاص الذين تزيد أعمارهم عن 65 عامًا بالبقاء في المنزل. عُلّقت الرحلات الجوية من الولايات المتحدة اعتبارًا من 18 مارس، ومن أوروبا اعتبارًا من 20 مارس في منتصف الليل (00:00)، وأُغلق بذلك المطار.
أوصت الحكومة بالعمل من المنزل وعدم السفر، وقدمت خدمة مجانية للاستشارة الطبية عبر الهاتف. ومن أجل زيادة عدد الأسرة في المستشفيات، سُمح بإعادة جدولة العمليات الجراحية. أعلنت وزارة الداخلية أن ضباط الدوريات سوف يطلبون عبر مكبرات الصوت من المواطنين عدم الاجتماع في مجموعات كبيرة. أُدخلت فحوصات درجة الحرارة إلى السجون.
في 17 مارس، نشرت وزارة الاقتصاد والمالية قائمة بأسعار المنتجات مثل جل الكحول، والكحول المعدل، والأقنعة الجراحية، من أجل منع التلاعب بالأسعار. ذكرت القائمة المواقع التي يمكن فيها الحصول على المنتجات بأسعارها المناسبة.
في 18 مارس، قالت الحكومة بأن «كل شيء مطروح على الطاولة»، بما في ذلك إمكانية «الحجر الصحي العام» للتعامل مع الفيروس. وسط آلاف مطالبات التأمين ضد البطالة، أعلنت الحكومة عن دعم وإجراءات أخرى لتخفيف الأثر الاقتصادي للوباء.
دعت نقابة الأطباء في أوروغواي إلى حجر صحي عام (إغلاق جميع الأنشطة غير الأساسية وغير المهمة). حتى 19 مارس، كانت الإمكانية قيد المناقشة في الحكومة لكنها لم تُنفذ بسبب مخاوف بشأن آثارها الاقتصادية.
في أواخر مارس، أغلقت الحكومة حدود أوروغواي أمام الأجانب، باستثناء سكان أوروغواي وركاب الترانزيت والمدن الواقعة على الحدود مع البرازيل.
في 30 مارس، أعلنت الحكومة أنه من 1 أبريل حتى 12 أبريل ستُتّخذ تدابير لتقييد الحركة داخل البلاد في الفترة التي تسبق «أسبوع السياحة» (مصطلح ذو أصل أوروغوايّ للأسبوع المقدس). نُصح السكان بعدم استخدام المركبات الترفيهية أو السفر من أجل الصيد، وأغلقت المخيمات. ونُصح الشعب بالبقاء في المنزل وتجنب الذهاب إلى الأماكن العامة أو المخيمات.

## الأثر
ازدادت شكاوى البطالة بشكل كبير في منتصف مارس 2020، وانخفضت إلى حد ما بنهاية الشهر، ثم زادت مرة أخرى في أوائل أبريل. كان هناك 86 ألف شكوى بالبطالة في شهر مارس، في حين أن المتوسط الشهري لها كان حوالي 11 ألف. كانت غالبية الشكاوى (حوالي 85% منها) بسبب التعليق الذي نتج عن انتشار الفيروس، و3% فقط بسبب حالات التسريح من العمل.
بحلول أوائل أبريل، زاد استخدام الإنترنت المنزلي بنسبة 32% وزاد استخدام الهاتف المحمول بنسبة 44%، وفقًا لشركة الاتصالات المملوكة للدولة أنتل.

## روابط خارجية
- وزارة الصحة العامة - الموقع الرسمي للخطة الوطنية لفيروس كورونا باللغة الإسبانية